# 新營濟安宮

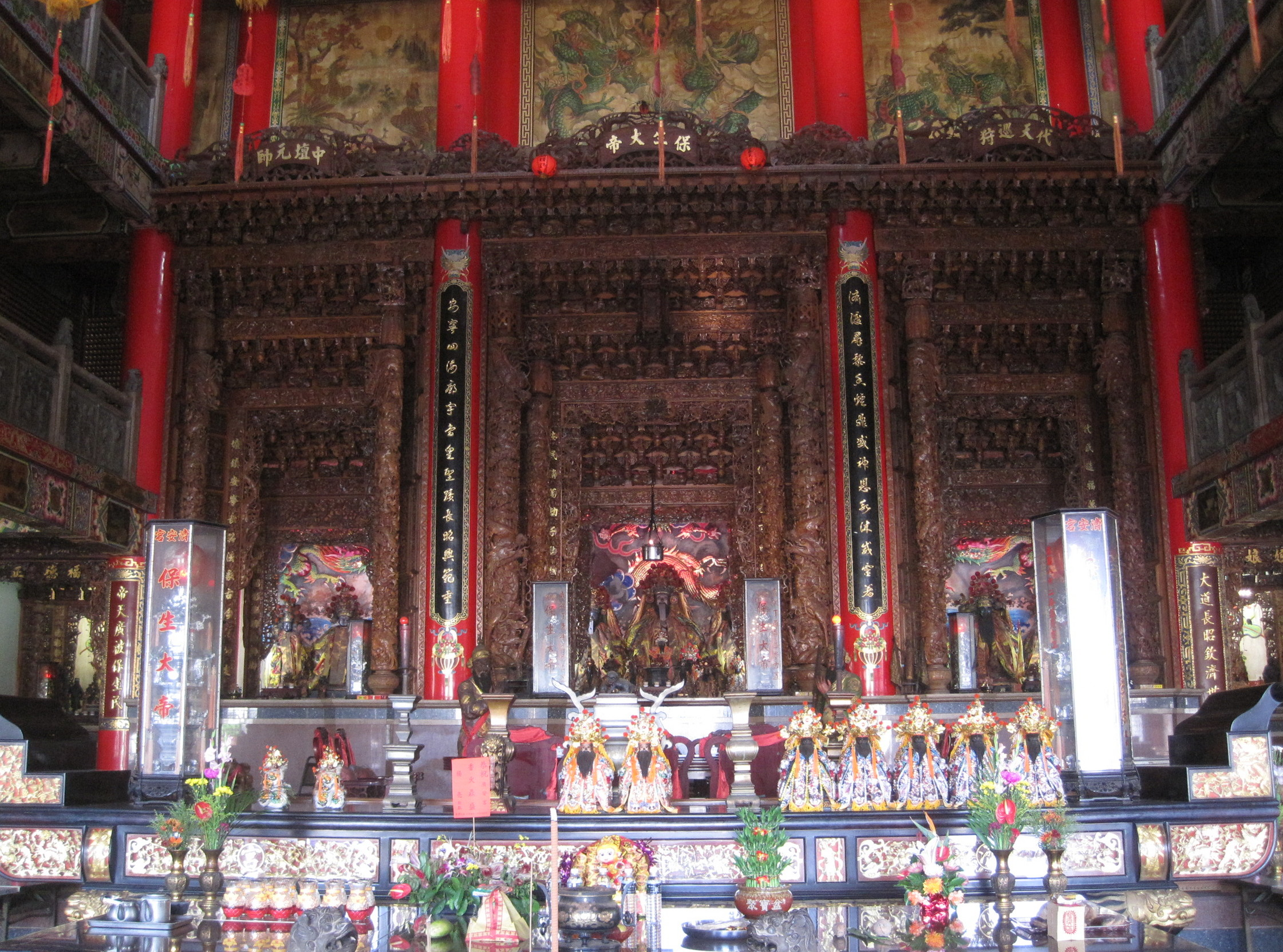
新營濟安宮內部

新營濟安宮位於臺灣臺南市新營區，是主祀保生大帝的廟宇，另外供奉開天炎帝、池府千歲。該廟為新營區兩大公廟之一，是新營庄開基庄廟，當地人敬稱「大廟」，周邊為新營的「大菜市場」（舊市場）:128。

## 沿革
相傳明鄭時期，在楊厝北端有棵大榕樹。某日，有個來自布袋嘴的蕭姓人士路過，在樹下休息時被保生大帝託夢，要他前往白礁慈濟宮迎請神尊來臺:128。之後迎來的保生大帝被供奉在草茅搭建的簡單廟宇，是為濟安宮前身。而當時的位置據說是在涂厝北端:128。
而正式建廟的年代，則是在道光二十年（1840年），據說是神明指示要在現址建廟。後來在日治時期的大正元年（1912年），保正沈著倡議重建，擴大廟宇規模。在這之後也有多次修繕。
民國79年（1990年）成立重建委員會，兩年後（1992年）完工，入火安座:128。

## 宗教活動
濟安宮在農曆十月十五日會舉行「代天巡狩遊王公」祭典，是沒有王船、王醮的簡單型迎王祭典。主要的過程是在十月十四日晚上拜天公，十五日凌晨到急水溪溪邊迎王，該日夜裡再送王。
另外濟安宮設有內五營，每月初一「賞兵」，由境民自由參加。

## 其他
新營有一俗諺「新營有錢起廟毋做醮，柳營有錢做醮毋起廟」，據說是因為濟安宮首科建醮時，在燈篙下死了一隻黑狗，而這黑狗有靈性，死於燈篙下乃不祥之兆，且將建醮福報都奪走了，再祈神延醮也沒有意義。所以之後濟安宮都沒有建醮。而後半句則是指柳營區（查畝營庄）奉祀玉勅代天巡狩（俗稱「遊王公、遊王公祖」），長久以來就有建廟的打算，但請示神意後，遊王公均降乩指示其只要信徒百姓安居樂業、生活平安足矣，不需要宏偉巍峨廟堂，直到民國五十七年，在眾人懇求下，遊王公祖允許建廟，並附身於國小四年級孩童，入「王壇」內取寶劍，正式「踏廟地」，進行建廟大業，方才有今柳營代天院。